# Salomon Group
Salomon — французская компания, производитель спортивных товаров. Основана в 1947 году, с 2005 года входит в состав финской группы Amer Sports.

## История
Компания Salomon основана в городе Анси (Франция) в 1947 году Франсуа Саломоном (фр. François Salomon), его женой Жанной и сыном Жоржем. Первоначально фирма производила полотна для пил и канты для лыж. Позже компания начала производство лыжных креплений, ставших основной продукцией Salomon. В начале 1950-х годов руководство компанией перешло к Жоржу Саломону (фр. George Salomon, 1925—2010). В 1957 году компания разработала крепление Skade, отсоединявшее ботинок от лыжи в случае падения, что снижало риск травм. В 1979 году было начато производство горнолыжных ботинок SX90. В 1980 году была представлена система из ботинок с лыжными креплениями Salomon Nordic System, а в 1989 году — монокок из ботинок и лыж. В 1985 году была куплена американская компания TaylorMade, производитель инвентаря для гольфа. В 1990 году компания начала производство лыж, а в 1992 году — сноубордов.
В 1997 года компания была поглощена концерном Adidas, объединённая группа до 2006 года носила название Adidas-Salomon AG.
В мае 2005 года Adidas-Salomon AG объявила, что заключена договоренность о продаже Salomon финской группе Amer Sports за 485 млн евро. Сделка, закрытая 20 октября 2005 года, включала также передачу брендов Mavic, Bonfire, Arc’Teryx и Cliché, но не включала TaylorMade. В 2000-х годах ассортимент продукции Salomon был расширен кроссовками, ботинками, одеждой и другими товарами.

## Деятельность
Выручка компании Salomon за 2023 год составила 1,31 млрд долларов США, её распределение по регионам: Европа, Ближний Восток и Африка — 55 %, Америка — 26 %, Китай — 11 %, Азиатско-Тихоокеанский регион — 9 %. На Salomon пришлось 30 % выручки группы Amer Sports, он был вторым по значимости брендом группы после Arc’teryx.